# Alex Gasperoni
Alex Gasperoni, né le 30 juin 1984, est un footballeur international saint-marinais évoluant au poste de milieu de terrain.

## Biographie
Il fait ses débuts en sélection nationale le 20 août 2003, en amical contre le Liechtenstein. Il inscrit un but lors de ce match (score : 2-2 à Vaduz).
Il participe notamment avec l'équipe de Saint-Marin aux éliminatoires des Coupes du monde 2006, 2014 et 2018.
Il évolue dans les divisions inférieures italiennes (cinquième division principalement), et dans le championnat de Saint-Marin.
En 2013, il fait partie onze du SP Tre Penne qui gagne le match retour du premier tour de qualification de la Ligue des champions contre le club arménien le Shirak FC (1-0). Cette victoire constitue la toute première victoire sur la scène internationale d'un club saint-marinais.

## Palmarès
- Champion de Saint-Marin en 2008 avec la SS Murata ; en 2012, 2013 et 2016 avec la SP Tre Penne
- Vainqueur de la Coupe de Saint-Marin en 2017 avec la SP Tre Penne
- Vainqueur de la Supercoupe de Saint-Marin en 2013 avec la SP Tre Penne